# Lista de deputados estaduais de Mato Grosso da 1.ª legislatura
Essa é uma lista de deputados estaduais do Mato Grosso eleitos para o período 1947-1951.

## Composição das bancadas
| Partido | Líder                     | Bancada | Posição  |
| ------- | ------------------------- | ------- | -------- |
| PSD     | Valdir dos Santos Pereira | 16 / 30 | Governo  |
| UDN     | Italívio Coelho           | 11 / 30 | Oposição |
| PCB     | José Gomes Pedroso        | 2 / 30  | Oposição |
| PTB     | Lício Proença Borralho    | 1 / 30  | Governo  |

## Deputados estaduais
| Número | Deputados estaduais eleitos | Partido | Votação | Percentual | Cidade onde nasceu          | Unidade federativa |
| 22451  | Italívio Coelho             | UDN     | 1.521   | 3,70%      | Rio Brilhante               | Mato Grosso do Sul |
| 41986  | Licinio Monteiro da Silva   | PSD     | 1.470   | 3,58%      | Nossa Senhora do Livramento | Mato Grosso        |
| 41360  | Valdir dos Santos Pereira   | PSD     | 1.397   | 3,40%      | Campo Verde                 | Mato Grosso        |
| 41468  | José Henrique Hastenreiter  | PSD     | 1.266   | 3,08%      | Muriaé                      | Minas Gerais       |
| 41138  | Virgílio Alves Correia Neto | PSD     | 1.120   | 2,72%      | Cuiabá                      | Mato Grosso        |
| 41918  | José Gonçalves de Oliveira  | PSD     | 1.075   | 2,61%      | Primavera do Leste          | Mato Grosso        |
| 41952  | Jari Gomes                  | PSD     | 1.008   | 2,45%      | Corumbá                     | Mato Grosso do Sul |
| 41143  | Clóvis Hugueney             | PSD     | 992     | 2,41%      | Cuiabá                      | Mato Grosso        |
| 41802  | Antônio Mena Gonçalves      | PSD     | 943     | 2,29%      | Rosário do Sul              | Rio Grande do Sul  |
| 22114  | Cacildo Arantes Júnior      | UDN     | 877     | 2,13%      | Tangará da Serra            | Mato Grosso        |
| 41527  | Antônio Ribeiro de Arruda   | PSD     | 837     | 2,03%      | Várzea Grande               | Mato Grosso        |
| 22704  | Adjalmo Saldanha            | UDN     | 787     | 1,91%      | Cáceres                     | Mato Grosso        |
| 22976  | André Melchiades de Barros  | UDN     | 782     | 1,90%      | Cuiabá                      | Mato Grosso        |
| 22257  | Onofre de Queiroz           | UDN     | 762     | 1,85%      | Alta Floresta               | Mato Grosso        |
| 41620  | Penn de Morais Gomes        | PSD     | 742     | 1,80%      | Pontes e Lacerda            | Mato Grosso        |
| 22225  | Benedito Vaz de Figueiredo  | UDN     | 734     | 1,78%      | Sinop                       | Mato Grosso        |
| 22562  | Lenine de Campos Povoas     | UDN     | 692     | 1,68%      | Cuiabá                      | Mato Grosso        |
| 22658  | José Fragelli               | UDN     | 670     | 1,63%      | Corumbá                     | Mato Grosso do Sul |
| 41716  | Salviano Mendes Fontoura    | PSD     | 646     | 1,57%      | Coxim                       | Mato Grosso        |
| 22112  | Luiz Alexandre de Oliveira  | UDN     | 644     | 1,56%      | Barra do Garças             | Mato Grosso        |
| 22981  | Oclécio Barbosa Martins     | UDN     | 644     | 1,56%      | Rio Brilhante               | Mato Grosso do Sul |
| 41574  | Audênio Costa Sobrinho      | PSD     | 601     | 1,46%      | Rondonópolis                | Mato Grosso        |
| 22992  | Otacílio Faustino da Silva  | UDN     | 599     | 1,45%      | Corumbá                     | Mato Grosso do Sul |
| 41206  | Luís Philippe Pereira Leite | PSD     | 596     | 1,45%      | Cuiabá                      | Mato Grosso        |
| 14871  | Lício Proença Borralho      | PTB     | 564     | 1,37%      | Uruguaiana                  | Rio Grande do Sul  |
| 41923  | Gervásio Leite              | PSD     | 554     | 1,34%      | Cuiabá                      | Mato Grosso        |
| 41292  | José Cerveira               | PSD     | 552     | 1,34%      | Campo Grande                | Mato Grosso do Sul |
| 41229  | Guilherme Vitorino          | PSD     | 510     | 1,24%      | Sorriso                     | Mato Grosso        |
| 21233  | José Gomes Pedroso          | PCB     | 510     | 1,24%      | Lucas do Rio Verde          | Mato Grosso        |
| 21618  | Rádio Maia                  | PCB     | 482     | 1,17%      | Nova Mutum                  | Mato Grosso        |